# Harpagos
Harpagos var marskalk hos kung Astyages av Medien. Fick av kungen i uppdrag att mörda kungens dotterson Kyros (sedermera Kyros den Store eller Kyros II) när denna alltjämt var ett spädbarn.
Harpagos som inte lät barnet dödas lurades av astyages att äta sin egen son på den oheliga banketten.
När Kyros sedermera gjorde uppror mot kung Astyages var han nära förbunden med Harpagos.